# Alan Soñora
Alan Soñora (New York, 3 agosto 1998) è un calciatore statunitense, centrocampista del Cerro Porteño.

## Biografia
Nasce a New York nel periodo in cui il padre Diego gioca per i MetroStars. Anche suo fratello Joel è un calciatore professionista.

## Caratteristiche tecniche
È un centrocampista centrale.

## Carriera
Cresciuto nel settore giovanile del Boca Juniors, nel 2018 si trasferisce all'Independiente dove trascorre due formazioni nell'Academy per poi fare il suo esordio fra i professionisti giocando l'incontro di Copa Argentina vinto 1-0 contro il Defensa y Justicia.

## Statistiche

### Presenze e reti nei club
Statistiche aggiornate al 25 aprile 2025.
| Stagione             | Squadra              | Campionato           | Campionato | Campionato | Coppe nazionali | Coppe nazionali | Coppe nazionali | Coppe continentali | Coppe continentali | Coppe continentali | Altre coppe | Altre coppe | Altre coppe | Totale | Totale |
| Stagione             | Squadra              | Comp                 | Pres       | Reti       | Comp            | Pres            | Reti            | Comp               | Pres               | Reti               | Comp        | Pres        | Reti        | Pres   | Reti   |
| -------------------- | -------------------- | -------------------- | ---------- | ---------- | --------------- | --------------- | --------------- | ------------------ | ------------------ | ------------------ | ----------- | ----------- | ----------- | ------ | ------ |
| 2018-2019            | Independiente        | PD                   | 0          | 0          | CA+CdS          | 1+0             | 0               | CS                 | -                  | -                  | -           | -           | -           | 1      | 0      |
| 2019-2020            | Independiente        | PD                   | 2          | 0          | CA+CdS+CM       | 1+0+10          | 0+0+1           | CS                 | 6                  | 0                  | -           | -           | -           | 19     | 1      |
| 2021                 | Independiente        | PD                   | 17         | 4          | CA+CdL          | 0+4             | 0               | CS                 | 4                  | 0                  | -           | -           | -           | 25     | 4      |
| 2022                 | Independiente        | PD                   | 21         | 2          | CA+CdL          | 2+13            | 0+2             | CS                 | 6                  | 2                  | -           | -           | -           | 42     | 6      |
| Totale Independiente | Totale Independiente | Totale Independiente | 40         | 6          |                 | 24              | 2               |                    | 16                 | 2                  |             | -           | -           | 87     | 11     |
| feb.-lug. 2023       | Juárez               | LMX                  | 8          | 0          | -               | -               | -               | -                  | -                  | -                  | -           | -           | -           | 8      | 0      |
| 2023                 | Huracán              | PD                   | 0          | 0          | CA+CdL          | 2+10            | 0+1             | -                  | -                  | -                  | -           | -           | -           | 12     | 1      |
| 2024                 | Huracán              | PD                   | 7          | 1          | CA+CdL          | 4+7             | 0               | -                  | -                  | -                  | -           | -           | -           | 18     | 1      |
| Totale Huracán       | Totale Huracán       | Totale Huracán       | 7          | 1          |                 | 23              | 1               |                    | -                  | -                  |             | -           | -           | 30     | 2      |
| 2025                 | Cerro Porteño        | PD                   | 9          | 0          | CP              | 0               | 0               | CL                 | 4                  | 0                  | -           | -           | -           | 13     | 0      |
| Totale carriera      | Totale carriera      | Totale carriera      | 64         | 7          |                 | 47              | 3               |                    | 20                 | 2                  |             | -           | -           | 138    | 13     |

### Cronologia presenze e reti in nazionale
| Cronologia completa delle presenze e delle reti in nazionale ― Stati Uniti | Cronologia completa delle presenze e delle reti in nazionale ― Stati Uniti | Cronologia completa delle presenze e delle reti in nazionale ― Stati Uniti | Cronologia completa delle presenze e delle reti in nazionale ― Stati Uniti | Cronologia completa delle presenze e delle reti in nazionale ― Stati Uniti | Cronologia completa delle presenze e delle reti in nazionale ― Stati Uniti | Cronologia completa delle presenze e delle reti in nazionale ― Stati Uniti | Cronologia completa delle presenze e delle reti in nazionale ― Stati Uniti |
| Data                                                                       | Città                                                                      | In casa                                                                    | Risultato                                                                  | Ospiti                                                                     | Competizione                                                               | Reti                                                                       | Note                                                                       |
| -------------------------------------------------------------------------- | -------------------------------------------------------------------------- | -------------------------------------------------------------------------- | -------------------------------------------------------------------------- | -------------------------------------------------------------------------- | -------------------------------------------------------------------------- | -------------------------------------------------------------------------- | -------------------------------------------------------------------------- |
| 26-1-2023                                                                  | Los Angeles                                                                | Stati Uniti                                                                | 1 – 2                                                                      | Serbia                                                                     | Amichevole                                                                 | -                                                                          | 58’                                                                        |
| 29-1-2023                                                                  | Carson                                                                     | Stati Uniti                                                                | 0 – 0                                                                      | Colombia                                                                   | Amichevole                                                                 | -                                                                          | 46’                                                                        |
| 19-4-2023                                                                  | Glendale                                                                   | Stati Uniti                                                                | 1 – 1                                                                      | Messico                                                                    | Amichevole                                                                 | -                                                                          | 64’ 69’                                                                    |
| 24-6-2023                                                                  | Chicago                                                                    | Stati Uniti                                                                | 1 – 1                                                                      | Giamaica                                                                   | Gold Cup 2023 - 1º turno                                                   | -                                                                          | 66’                                                                        |
| 28-6-2023                                                                  | Saint Louis                                                                | Saint Kitts e Nevis                                                        | 0 – 6                                                                      | Stati Uniti                                                                | Gold Cup 2023 - 1º turno                                                   | -                                                                          | 46’                                                                        |
| Totale                                                                     |                                                                            | Presenze                                                                   | 5                                                                          |                                                                            | Reti                                                                       | 0                                                                          |                                                                            |

## Palmarès
- CONCACAF Nations League: 1

2022-2023